# Die John Bello Story
Die John Bello Story è il secondo Mixtape del rapper tedesco Kool Savas, pubblicato il 9 maggio del 2005. Ha raggiunto il 17º posto nella classifica album in Germania.

## Tracce[2]
| #   | Titolo                                            | Durata |
| --- | ------------------------------------------------- | ------ |
| 1.  | Kool Savas - Intro                                |        |
| 2.  | Kool Savas - 40 Bars                              |        |
| 3.  | Optik Army - 4 Mcees                              |        |
| 4.  | Kiezklatsche - (Skit)                             |        |
| 5.  | Kool Savas - Ridah Freestyle                      |        |
| 6.  | Kool Savas & Ercandize - Oh, oh, oh, oh)          |        |
| 7.  | Raab - (Skit)                                     |        |
| 8.  | Sinan - Nichts gegen mich                         |        |
| 9.  | Juelz Santana - Exklusive Optik Freestyle         |        |
| 10. | Pain in da ass - (Skit)                           |        |
| 11. | Optik Army - Optik Taliban                        |        |
| 12. | B Thing - (Skit))                                 |        |
| 13. | Jaeson - Exklusiv Optik Freestyle                 |        |
| 14. | Kool Savas & Samy Deluxe - Yes                    |        |
| 15. | Kool Savas & Mr. Man - Brooklyn 2 Berlin          |        |
| 16. | Kool Savas - Freestyle                            |        |
| 17. | Freunde der Sonne - Was ist Rap?                  |        |
| 18. | Kool Savas feat. Dimi & Sinan (Dicker als Wasser) |        |
| 19. | Cam´ron - Exklusive Optik Freestyle)              |        |
| 20. | Amar - Feuer über Deutschland                     |        |
| 21. | Caput - Wenn ein Spittertext ...                  |        |
| 22. | Kool Savas & Kaas - Neuer Wind)                   |        |
| 23. | Optik Army - Jetzt ist vorbei                     |        |
| 24. | Sinan - Freestyle                                 |        |
| 25. | Kool Savas & Amar - Räumen das Boot               |        |
| 26. | Sinan & Ercandize - Feuerzeilen                   |        |
| 27. | Kool Savas & Caput - Freestyle                    |        |
| 28. | Sinan - Ihr seid nicht das...                     |        |
| 29. | Kool Savas - Das Urteil                           |        |